# Hôtel Lully
El Hôtel Lully es una mansión privada situada en la esquina de 45, rue des Petits-Champs y 47, rue Sainte-Anne, en el 1 . distrito de París .
Fue construido para Jean-Baptiste Lully, por el arquitecto Daniel Gittard, alumno de Louis Le Vau .

## Historia
El superintendente de música del rey, Jean-Baptiste Lully, que ya vivía en el distrito, compró un terreno a Prosper Bauyn, consejero del rey, su esposa Gabrielle Choart de Busenval y el señor de La Verrière por 22 680 libras. Después de tomar prestados 11 000 libros de Molière, hizo construir una mansión en 1670 por el arquitecto Daniel Gittard, alumno de Louis Le Vau.
Parte del edificio servía de residencia a Lully y su familia, compuesta por su mujer y seis hijos, mientras que la otra parte se alquilaba a comerciantes
Dejó este hotel en 1683 para vivir en otra casa que poseía en Ville l'Évêque (28-30 rue Boissy-d'Anglas) donde murió.

## Protección
El hotel está registrado como monumento histórico desde13 de julio de 1927 (97 años).